# Судогда
Судогда (на руски: Судогда) е град в Русия, административен център на Судогодски район, Владимирска област. Населението на града към 1 януари 2018 година е 10 442 души.